# マッスルストーム
『マッスルストーム』は、1995年3月3日にマクザムからリリースされた、新日本プロレス公認のオリジナルビデオ。

## ストーリー
近未来の東京を舞台に、マッスルストームと呼ばれる賭けプロレスに生きる男たちを描いたアクション。

## キャスト
- 橋本真也
- 馳浩
- パワー・ウォリアー（佐々木健介の別キャラクター）
- 長州力
- 相沢なほこ
- 螢雪次朗
- きたろう
- 高野みゆき
- 根津甚八

## スタッフ
- 企画：矢作俊彦
- 監督：二瓶宣夫
- 脚本：矢作俊彦
- 撮影：高野安史